# Torino Calcio 1981-1982
Questa voce raccoglie le informazioni riguardanti il Torino Calcio nelle competizioni ufficiali della stagione 1981-1982.

## Divise e sponsor

Michel van de Korput in azione con la nuova divisa sponsorizzata

Nella stagione 1981-1982, il Torino veste le sue divise tradizionali, recanti in alto sulla sinistra il logo della società, un toro stilizzato. Lo sponsor tecnico è Superga Sport, mentre viene introdotto uno sponsor principale per la prima volta dai tempi del Talmone Torino: si tratta di Barbero, azienda vinicola piemontese.
| Casa | Trasferta |

## Società
- Presidente:
  - Orfeo Pianelli
- General manager:
  - Giuseppe Bonetto
- Medico sociale:
  - Roberto Campini

- Massaggiatore:
  - Giovanni Tardito
- Allenatore:
  - Massimo Giacomini

## Rosa

Alessandro Bonesso, alla sua seconda esperienza torinese, in azione con la divisa bianca di cortesia.

| N. |                        | Ruolo | Calciatore           |
| -- | ---------------------- | ----- | -------------------- |
|    | Italia (bandiera)      | P     | Renato Copparoni     |
|    | Italia (bandiera)      | P     | Giuliano Terraneo    |
|    | Italia (bandiera)      | D     | Paolo Beruatto       |
|    | Italia (bandiera)      | D     | Roberto Cravero      |
|    | Italia (bandiera)      | D     | Agatino Cuttone      |
|    | Italia (bandiera)      | D     | Luigi Danova         |
|    | Italia (bandiera)      | D     | Giovanni Francini    |
|    | Italia (bandiera)      | D     | Roberto Salvadori    |
|    | Paesi Bassi (bandiera) | D     | Michel van de Korput |
|    | Italia (bandiera)      | C     | Dante Bertoneri      |

| N. |                   | Ruolo | Calciatore                   |
| -- | ----------------- | ----- | ---------------------------- |
|    | Italia (bandiera) | C     | Giuseppe Dossena             |
|    | Italia (bandiera) | C     | Franco Ermini                |
|    | Italia (bandiera) | C     | Vincenzo Esposito            |
|    | Italia (bandiera) | C     | Giacomo Ferri                |
|    | Italia (bandiera) | C     | Claudio Sclosa               |
|    | Italia (bandiera) | C     | Renato Zaccarelli (capitano) |
|    | Italia (bandiera) | A     | Alessandro Bonesso           |
|    | Italia (bandiera) | A     | Pietro Mariani               |
|    | Italia (bandiera) | A     | Paolino Pulici               |
|    | Italia (bandiera) | A     | Adelino Zennaro              |

## Calciomercato

### Sessione estiva
| Acquisti | Acquisti           | Acquisti  | Acquisti      |
| R.       | Nome               | a         | Modalità      |
| -------- | ------------------ | --------- | ------------- |
| D        | Paolo Beruatto     | Avellino  | definitivo    |
| C        | Giuseppe Dossena   | Bologna   | definitivo    |
| C        | Franco Ermini      | Catanzaro | fine prestito |
| C        | Giacomo Ferri      | Reggina   | fine prestito |
| C        | Mirko Paganelli    | Pistoiese | fine prestito |
| A        | Alessandro Bonesso | Catania   | fine prestito |

| Cessioni | Cessioni           | Cessioni   | Cessioni   |
| R.       | Nome               | da         | Modalità   |
| -------- | ------------------ | ---------- | ---------- |
| D        | Daniele Davin      | Pistoiese  | definitivo |
| D        | Marco Masi         | Pistoiese  | definitivo |
| D        | Domenico Volpati   | Brescia    | definitivo |
| C        | Vincenzo D'Amico   | Lazio      | definitivo |
| C        | Eraldo Pecci       | Fiorentina | definitivo |
| C        | Patrizio Sala      | Sampdoria  | definitivo |
| C        | Fabrizio Spagnuolo | Reggina    | definitivo |
| A        | Francesco Graziani | Fiorentina | definitivo |

## Risultati

### Serie A

#### Girone di andata
| Arbitro: | Ciulli (Roma) |

|  |           |            |
|  | Marcatori | 78’ Pulici |

| Arbitro: | Mattei (Macerata) |

|            |           |  |
| Pulici 78’ | Marcatori |  |

| Arbitro: | Agnolin (Bassano del Grappa) |

|                       |           |  |
| Beccalossi 56’ (rig.) | Marcatori |  |

| Arbitro: | Redini (Pisa) |

|                               |           |                 |
| Dossena 52’ Pulici 78’ (rig.) | Marcatori | 29’, 45’ Pruzzo |

| Arbitro: | Mattei (Macerata) |

|                                    |           |                  |
| Cattaneo 35’ Causio 52’ Muraro 77’ | Marcatori | 65’, 87’ Bonesso |

| Arbitro: | Menegali (Roma) |

|  |           |             |
|  | Marcatori | 62’ Gentile |

| Arbitro: | Pieri (Genova) |

|                            |           |            |
| Casagrande 33’ Bertoni 69’ | Marcatori | 90’ Pulici |

| Torino 8 novembre 1981, ore 14:30 UTC+1 8ª giornata | Torino        | 0 – 0 | Napoli | Stadio Comunale (24.225 spett.)\| Arbitro: \| Ciulli (Roma) \| |
| Arbitro:                                            | Ciulli (Roma) |       |        |                                                                |

| Cesena 22 novembre 1981, ore 14:30 UTC+1 9ª giornata | Cesena            | 0 – 0 | Torino | Stadio La Fiorita (17.733 spett.)\| Arbitro: \| Bergamo (Livorno) \| |
| Arbitro:                                             | Bergamo (Livorno) |       |        |                                                                      |

| Arbitro: | Lo Bello (Siracusa) |

|              |           |  |
| Osellame 79’ | Marcatori |  |

| Arbitro: | Prati (Parma) |

|                     |           |             |
| Di Somma 42’ (aut.) | Marcatori | 87’ Ferrari |

| Arbitro: | Menicucci (Firenze) |

|               |           |                     |
| Bertoneri 32’ | Marcatori | 44’ Borghi 68’ Bivi |

| Ascoli Piceno 3 gennaio 1982, ore 14:30 UTC+1 13ª giornata | Ascoli                | 0 – 0 | Torino | Stadio Cino e Lillo Del Duca (15.221 spett.)\| Arbitro: \| Ballerini (La Spezia) \| |
| Arbitro:                                                   | Ballerini (La Spezia) |       |        |                                                                                     |

| Arbitro: | Bergamo (Livorno) |

|                       |           |                |
| Ferri 66’ Dossena 91’ | Marcatori | 71’ Battistini |

| Arbitro: | Ciulli (Roma) |

|  |           |             |
|  | Marcatori | 24’ Bonesso |

#### Girone di ritorno
| Arbitro: | Mattei (Macerata) |

|                  |           |  |
| Bonesso 21’, 51’ | Marcatori |  |

| Bologna 31 gennaio 1982, ore 14:30 UTC+1 17ª giornata | Bologna             | 0 – 0 | Torino | Stadio Comunale (28.424 spett.)\| Arbitro: \| Menicucci (Firenze) \| |
| Arbitro:                                              | Menicucci (Firenze) |       |        |                                                                      |

| Arbitro: | Longhi (Roma) |

|  |           |                       |
|  | Marcatori | 36’ (rig.) Beccalossi |

| Arbitro: | Mattei (Macerata) |

|                                   |           |  |
| Conti 30’ Turone 44’ Chierico 50’ | Marcatori |  |

| Arbitro: | Ciulli (Roma) |

|                  |           |  |
| Miano 68’ (aut.) | Marcatori |  |

| Arbitro: | Bergamo (Livorno) |

|                                        |           |                         |
| Tardelli 24’ Scirea 28’, 40’ Brady 89’ | Marcatori | 19’ Bonesso 22’ Dossena |

| Arbitro: | Agnolin (Bassano del Grappa) |

|                              |           |                                |
| Ermini 68’ Pulici 87’ (rig.) | Marcatori | 48’ Graziani 77’ (aut.) Pulici |

| Arbitro: | Casarin (Milano) |

|                                  |           |  |
| Criscimanni 3’ C. Pellegrini 42’ | Marcatori |  |

| Torino 28 marzo 1982, ore 15:30 UTC+2 24ª giornata | Torino              | 0 – 0 | Cesena | Stadio Comunale (18.315 spett.)\| Arbitro: \| Lo Bello (Siracusa) \| |
| Arbitro:                                           | Lo Bello (Siracusa) |       |        |                                                                      |

| Arbitro: | Menegali (Roma) |

|                                                |           |                                        |
| Cuttone 7’ Bonesso 30’, 52’ Dossena 79’ (rig.) | Marcatori | 28’ (aut.) Cuttone 56’ (rig.) Selvaggi |

| Avellino 18 aprile 1982, ore 15:30 UTC+2 26ª giornata | Avellino          | 0 – 0 | Torino | Stadio Partenio (11.901 spett.)\| Arbitro: \| Mattei (Macerata) \| |
| Arbitro:                                              | Mattei (Macerata) |       |        |                                                                    |

| Arbitro: | Paparesta (Bari) |

|                 |           |  |
| Bivi 76’ (rig.) | Marcatori |  |

| Arbitro: | Benedetti (Roma) |

|                            |           |              |
| Bertoneri 15’ Beruatto 46’ | Marcatori | 39’ Nicolini |

| Milano 9 maggio 1982, ore 16:00 UTC+2 29ª giornata | Milan         | 0 – 0 | Torino | Stadio Giuseppe Meazza (57.638 spett.)\| Arbitro: \| Redini (Pisa) \| |
| Arbitro:                                           | Redini (Pisa) |       |        |                                                                       |

| Torino 16 maggio 1982, ore 16:00 UTC+2 30ª giornata | Torino            | 0 – 0 | Como | Stadio Comunale (16.060 spett.)\| Arbitro: \| Pirandola (Lecce) \| |
| Arbitro:                                            | Pirandola (Lecce) |       |      |                                                                    |

### Coppa Italia

#### Primo turno
| Arbitro: | Ballerini (La Spezia) |

|                |           |  |
| Cavagnetto 51’ | Marcatori |  |

| Arbitro: | Magni (Bergamo) |

|                        |           |  |
| Pulici 71’ Mariani 81’ | Marcatori |  |

| Arbitro: | Lanese (Messina) |

|                                           |           |  |
| Dossena 34’ Pulici 71’ (rig.), 86’ (rig.) | Marcatori |  |

| Arbitro: | Bergamo (Livorno) |

|  |           |             |
|  | Marcatori | 61’ Dossena |

#### Fase finale
| Torino 18 novembre 1981, ore 20:30 UTC+1 Quarti di finale - Andata | Torino           | 0 – 0 | Fiorentina | Stadio Comunale (15.000 spett.)\| Arbitro: \| Paparesta (Bari) \| |
| Arbitro:                                                           | Paparesta (Bari) |       |            |                                                                   |

| Arbitro: | Angelelli (Terni) |

|             |           |             |
| Massaro 12’ | Marcatori | 31’ Mariani |

| Arbitro: | Benedetti (Roma) |

|                      |           |               |
| Rosi 7’ Guerrini 84’ | Marcatori | 90’ Bertoneri |

| Arbitro: | Bergamo (Livorno) |

|              |           |  |
| Beruatto 37’ | Marcatori |  |

| Arbitro: | Bergamo (Livorno) |

|            |           |  |
| Serena 40’ | Marcatori |  |

| Arbitro: | Redini (Pisa) |

|             |           |               |
| Cuttone 13’ | Marcatori | 22’ Altobelli |

## Statistiche

### Statistiche di squadra
| Competizione | Punti | In casa | In casa | In casa | In casa | In casa | In casa | In trasferta | In trasferta | In trasferta | In trasferta | In trasferta | In trasferta | Totale | Totale | Totale | Totale | Totale | Totale | DR |
| Competizione | Punti | G       | V       | N       | P       | Gf      | Gs      | G            | V            | N            | P            | Gf           | Gs           | G      | V      | N      | P      | Gf     | Gs     | DR |
| ------------ | ----- | ------- | ------- | ------- | ------- | ------- | ------- | ------------ | ------------ | ------------ | ------------ | ------------ | ------------ | ------ | ------ | ------ | ------ | ------ | ------ | -- |
| Serie A      | 27    | 15      | 6       | 6       | 3       | 18      | 13      | 15           | 2            | 5            | 8            | 7            | 17           | 30     | 8      | 11     | 11     | 25     | 30     | -5 |
| Coppa Italia | -     | 5       | 3       | 2       | 0       | 7       | 1       | 5            | 1            | 1            | 3            | 3            | 5            | 10     | 4      | 3      | 3      | 10     | 6      | +4 |
| Totale       | -     | 20      | 9       | 8       | 3       | 25      | 14      | 20           | 3            | 6            | 11           | 10           | 22           | 40     | 12     | 14     | 14     | 35     | 36     | -1 |

### Statistiche dei giocatori
| Giocatore        | Serie A  | Serie A | Serie A     | Serie A    | Coppa Italia | Coppa Italia | Coppa Italia | Coppa Italia | Totale   | Totale | Totale      | Totale     |
| Giocatore        | Presenze | Reti    | Ammonizioni | Espulsioni | Presenze     | Reti         | Ammonizioni  | Espulsioni   | Presenze | Reti   | Ammonizioni | Espulsioni |
| ---------------- | -------- | ------- | ----------- | ---------- | ------------ | ------------ | ------------ | ------------ | -------- | ------ | ----------- | ---------- |
| D. Bertoneri     | 23       | 2       | ?           | ?          | 9            | 1            | ?            | ?            | 32       | 3      | ?           | ?          |
| P. Beruatto      | 29       | 1       | ?           | ?          | 10           | 1            | ?            | ?            | 39       | 2      | ?           | ?          |
| A. Bonesso       | 27       | 8       | ?           | ?          | 6            | 0            | ?            | ?            | 33       | 8      | ?           | ?          |
| R. Copparoni     | 2        | -0      | ?           | ?          | 2            | -1           | ?            | ?            | 4        | -1     | ?           | ?          |
| R. Cravero       | 1        | 0       | ?           | ?          | 0            | 0            | 0            | 0            | 1        | 0      | 0+          | 0+         |
| A. Cuttone       | 21       | 1       | ?           | ?          | 10           | 1            | ?            | ?            | 31       | 2      | ?           | ?          |
| L. Danova        | 29       | 0       | ?           | ?          | 10           | 0            | ?            | ?            | 39       | 0      | ?           | ?          |
| G. Dossena       | 30       | 4       | ?           | ?          | 10           | 2            | ?            | ?            | 40       | 6      | ?           | ?          |
| F. Ermini        | 14       | 1       | ?           | ?          | 4            | 0            | ?            | ?            | 18       | 1      | ?           | ?          |
| V. Esposito      | 2        | 0       | ?           | ?          | 0            | 0            | 0            | 0            | 2        | 0      | 0+          | 0+         |
| G. Ferri         | 29       | 1       | ?           | ?          | 8            | 0            | ?            | ?            | 37       | 1      | ?           | ?          |
| G. Francini      | 13       | 0       | ?           | ?          | 4            | 0            | ?            | ?            | 17       | 0      | ?           | ?          |
| P. Mariani       | 26       | 0       | ?           | ?          | 8            | 2            | ?            | ?            | 34       | 2      | ?           | ?          |
| P. Pulici        | 27       | 5       | ?           | ?          | 9            | 3            | ?            | ?            | 36       | 8      | ?           | ?          |
| R. Salvadori     | 15       | 0       | ?           | ?          | 5            | 0            | ?            | ?            | 20       | 0      | ?           | ?          |
| C. Sclosa        | 15       | 0       | ?           | ?          | 7            | 0            | ?            | ?            | 22       | 0      | ?           | ?          |
| G. Terraneo      | 28       | -30     | ?           | ?          | 9            | -5           | ?            | ?            | 37       | -35    | ?           | ?          |
| M. van de Korput | 23       | 0       | ?           | ?          | 9            | 0            | ?            | ?            | 32       | 0      | ?           | ?          |
| R. Zaccarelli    | 27       | 0       | ?           | ?          | 8            | 0            | ?            | ?            | 35       | 0      | ?           | ?          |
| A. Zennaro       | 2        | 0       | ?           | ?          | 2            | 0            | ?            | ?            | 4        | 0      | ?           | ?          |

## Giovanili

### Piazzamenti
- Primavera:
  - Campionato Primavera: ?
  - Coppa Italia Primavera: ?